# Заболотье (Спировский район)
Заболотье — деревня в Спировском районе Тверской области России, входит в состав Выдропужского сельского поселения.

## География
Расположена в 8 км на юго-запад от центра поселения села Выдропужск и в 22 км на юго-запад от районного центра Спирово, близ автодороги М-11 «Нева» (съезда не имеет).

## История
Впервые упоминается в писцовых книгах в 1545. 
В конце XIX — начале XX века деревня входила в состав Николо-Борского прихода Раменской волости Новоторжского уезда Тверской губернии. В 1884 году в деревне было 41 двор, промыслы: валяльщики, гребенщики, кузнецы, плотники, портные, мельники, маслобойщики, пастухи.
С 1929 года деревня являлась центром Заболотского сельсовета Спировского района Тверского округа Московской области, с 1935 года — в составе Калининской области, с 1994 года — центр Заболотского сельского округа, с 2005 года — в составе Выдропужского сельского поселения.

## Население
| 1859 | 1884 | 1920 | 1997 | 2002 | 2010 |
| ---- | ---- | ---- | ---- | ---- | ---- |
| 211  | ↗276 | ↘273 | ↘178 | ↗184 | ↘166 |

## Инфраструктура
В деревне имеется отделение почтовой связи.